# Assomada
Assomada – miasto położone w środkowej części wyspy Santiago w Republice Zielonego Przylądka. Czwarta miejscowość kraju pod względem zaludnienia licząca ponad 12 tysięcy mieszkańców, uznawana za najbardziej „afrykańską” w swoim charakterze. Ważne centrum handlowe ludnego rolniczego regionu położonego na wyżynie między pasmami górskimi Antónia i Malagueta. Targ w Assomadzie jest jednym z największych na wyspach i cieszy się wysoką reputacją. Ważny ośrodek edukacyjny (liceum, oddziały dwóch uczelni wyższych) i kulturalny. Przy głównym placu miasta znajduje się centrum kulturalne z wystawą muzealną poświęconą zwyczajowi ludowemu tabanki i kompozytorowi Norberto Tavaresowi. Znaczący rozwój miejscowości od połowy XIX wieku. W 1912 r. została ośrodkiem administracyjnym gminy Santa Catarina. Prawa miejskie uzyskała w 2001 r. Z Assomady pochodzi José Maria Neves, aktualny premier republiki.